# The Dameron Band 1948
The Tadd Dameron Band 1948 è l'album di debutto di Tadd Dameron, pubblicato dalla Jazzland Records nel 1948.

## Tracce
Lato A
1. Good Bait – 5:47 (Tadd Dameron, Count Basie) – Registrato il 23 ottobre 1948 al radio broadcast, "Royal Roost" di New York
2. Ebpob – 5:57 (Fats Navarro) – Registrato il 23 ottobre 1948 al radio broadcast, "Royal Roost" di New York
3. Tiny's Blues – 3:31 (Tiny Kahn) – Registrato il 6 novembre 1948 al radio broadcast, "Royal Roost" di New York

Lato B
1. Symphonette – 4:10 (Tadd Dameron) – Registrato il 4 settembre 1948 al radio broadcast, "Royal Roost" di New York
2. Anthropology – 5:25 (Dizzy Gillespie, Charlie Parker) – Registrato il 6 novembre 1948 al radio broadcast, "Royal Roost" di New York
3. Wahoo – 6:01 (Benny Harris) – Registrato il 30 ottobre 1948 al radio broadcast, "Royal Roost" di New York

## Musicisti
Brani A1 & A2
- Tadd Dameron - pianoforte
- Fats Navarro - tromba
- Rudy Williams - sassofono alto
- Allen Eager - sassofono tenore
- Milt Jackson - vibrafono
- Curly Russell - contrabbasso
- Kenny Clarke - batteria
- Chano Pozo - bongos

Brani A3, B2 & B3
- Tadd Dameron - pianoforte
- Allen Eager - sassofono tenore
- Kai Winding - trombone
- Curly Russell - contrabbasso
- Kenny Clarke - batteria

Brano B1
- Tadd Dameron - pianoforte
- Rudy Williams - sassofono alto
- Allen Eager - sassofono tenore
- Milt Jackson - vibrafono
- Curly Russell - contrabbasso
- Kenny Clarke - batteria